# 디지털 통화
디지털 통화(영어: digital currency) 또는 전자화폐(電子貨幣, 영어: electronic money)는 전자적으로만 교환되는 돈이나 증서다. 보통, 컴퓨터 네트워크, 인터넷, 디지털 선불카드 시스템에서 통용된다. 전자송금, 지로, 디지털금통화는 전자화폐의 실례다. 또한 전자화폐는 관련된 금융 암호학과 기술을 집합적으로 나타내기도 한다. 유사한 단어로 이머니, 전자캐시, 전자통화, 디지털 화폐, 디지털캐시, 사이버화폐, 가상화폐, 가상캐시, 암호화폐 등이 있다.
전자화폐는 암호학의 관심거리였다(데이비드 차움(David Chaum)과 마커스 제이콥쏜(Markus Jakobsson)을 예로 보라). 지금껏, 전자화폐는 소규모로 사용되었다. 홍콩의 옥토퍼스 카드 시스템은 극히 드문 성공사례인데, 교통 지불 시스템으로 시작해서 널리 사용되는 전자화폐가 되었다. 런던 트랜스포트의 오이스터 카드 시스템은 비접촉 선불 여행 카드로 남아있다. 싱가포르도 공공 교통 체계에 펠리카(FeliCa)와 같은 형식 시트템 기반의 전자화폐를 사용한다. 네덜란드는 국가 차원의 범용적 목적의 칩크닙(Chipknip)이란 것과, 오베칩카르트(OV-Chipkaart)라는 운송 요금 징수 목적의 전자화폐를 사용한다. 벨기에에서는 60개 벨기에 은행이 소유한 프로톤이라는 회사에서 발행하는 선불카드가 1995년에 개발되었다.
많은 수의 전자화폐가 쉽고 정확하게 지불하기 위해 비접촉 지불 시스템을 사용하고 있다.

## 역사
디지털 화폐에 대한 선구적인 아이디어는 세이버(여행 예약 시스템) 등 전자 결제 방식으로 제시됐다. 1983년 데이비드 차움(David Chaum)의 "추적할 수 없는 결제에 대한 블라인드 서명"(Blind Signatures for Untraceable Payments)이라는 제목의 연구 논문에서 디지털 현금에 대한 아이디어가 소개되었다. 1989년에 그는 자신의 연구 아이디어를 상업화하기 위해 암스테르담에 전자 현금 회사인 디지캐시(DigiCash)를 설립했다. 1998년에 파산 신청을 했다.
e-골드는 1996년에 소개된 최초의 널리 사용되는 인터넷 화폐였으며 2008년 미국 정부가 이를 폐쇄하기 전까지 수백만 명의 사용자로 성장했다. e-골드는 미국 관료와 학계 모두에서 "디지털 통화"로 언급되었다. 1997년에 코카콜라는 모바일 결제를 이용해 자동판매기에서 구매할 수 있는 서비스를 제공했다. 페이팔은 1998년에 USD 표시 서비스를 시작했다. 2009년에 비트코인이 출시되었다. 이는 중앙 서버가 없고 예비 유형 자산이 없는 분산형 블록체인 기반 디지털 통화의 시작을 알렸다. 암호화폐라고도 알려진 블록체인 기반 디지털 통화는 이를 차단할 권한을 가진 중앙 조직이나 사람이 없었기 때문에 정부의 규제 시도에 저항력이 있는 것으로 나타났다.
디지털 통화의 기원은 1990년대 닷컴 버블로 거슬러 올라간다. 또 다른 알려진 디지털 통화 서비스는 2006년에 설립된 리버티 리저브(Liberty Reserve)이다. 이를 통해 사용자는 달러 또는 유로를 리버티 리저브 달러 또는 유로로 변환하고 1%의 수수료로 서로 자유롭게 교환할 수 있다. 몇몇 디지털 통화 운영은 폰지 사기와 돈세탁에 사용된 것으로 알려져 있으며 MSB 라이선스 없이 운영한 혐의로 미국 정부에 의해 기소되었다. Q 코인 또는 QQ 코인은 텐센트 QQ 메시징 플랫폼에서 일종의 상품 기반 디지털 통화로 사용되었으며 2005년 초에 등장했다. Q 코인은 중국에서 매우 효과적이어서 중국 위안화를 불안정하게 만드는 영향을 미쳤다고 한다. 최근 암호화폐에 대한 관심이 디지털 화폐에 대한 관심을 다시 불러일으켰고, 2008년에 도입된 비트코인이 가장 널리 사용되고 수용되는 디지털 화폐가 되었다.

## 전자화폐 시스템
기술적으로, 전자화폐는 현금카드나 신용카드 시스템의 온라인 구현자고, 다른 시스템이나 같은 시스템에서 교환하는데 사용된다. 이론상 이런 절차는 오프라인으로도 수행될 수 있다.
때로는, 전자화폐란 단어가 제공자 자체를 가리키기도 한다. 사적 통화는 디지털금통화처럼 금을 추가적 보안의 수단으로 사용할 수 있다. 미국군은 이글캐시라는 독립적 통화를 사용한다.

### 중앙집권적 체계
페이팔(PayPal)이나 웹머니(WebMoney), 캐시유(CashU), 허브컬처(Hub Culture)의 벤윌(Ven-will) 같은 많은 시스템이 전자화폐를 최종 소비자에게 직접 팔지만, 리버티리저브(Liberty Reserve)는 디지털통화거래자(digital currency exchangers)에게만 판매하기도 한다.
홍콩의 옥토퍼스 카드의 경우 전자화폐 예금이 일반적인 은행 예금처럼 쓰인다. 옥토퍼스 카드 유한회사가 사용자에게 예금을 받으면 돈이 은행에 예금된다. 이것은 현금카드를 발행한 은행이 중앙은행에 돈을 재예금하는 것과 유사하다.
아프리카와 아프가니스탄은 엠페사(M-Pesa) 시스템을 이용해서 선불된 휴대폰 요금이 전자화폐로 사용되게 하고 있다.
레츠(LETS: Local Exchange Trading Systems)와 공동체교환시스템(Community Exchange System) 같은 공동체 화폐는 전자거래를 지원하기도 한다.

### 탈집권적 체계
탈집권적 전자화폐 체계는 다음과 같은 것이 있다.
- 리플통화시스템(Ripple monetary system), 지역 통화와 독립적인 전자 화폐 분산 체계를 개발하는 프로젝트
- 비트코인(Bitcoin), 인플레이션을 최대한 제한한 P2P 전자화폐로서 이미 구현되어 있다.

### 오프라인 익명 체계
오프라인 전자화폐를 사용할 때는, 상거래자가 사용자에게 돈을 받을 때 은행이 필요 없다. 대신에 거래자는 사용자가 소비한 돈을 모았다가 나중에 예치하면 된다. 이론상 이런 것은 오프라인에서 가능하다. 즉, 거래자는 전자화폐 저장매체를 현금으로 교환할 수 있다. 그럼에도 불구하고 사용자의 전자화폐가 은행에서 받아들여지거나 은행이 불법 사용자를 벌할 수 있게 만들 수 있도록 거래자는 보증 받는다. 즉, 사용자가 이중사용(Double-spending)을 할 수 없게 된다.
암호학에서는, 데이비드 샤움(David Chaum)이 익명 이캐시(ecash)를 개발했다. 그는 지급과 소비 거래 간의 비연계성을 블라인드 서명을 이용해 구현했다. 보통, 암호학에서 이캐시는 익명 이캐시를 뜻한다. 지불 거래방법의 속성에 따라서, 온라인과 오프라인 전자화폐가 구분된다. 최초의 오프라인 전자화폐 시스템은 샤움(Chaum)과 나오어(Naor)가 제안했다. 최초의 온라인 구성처럼 알에스에이(RSA) 블라인드 서명에 기반됐다.

## 하드 대 소프트 전자통화
하드 전자통화는 자금 분쟁이나 환불 서비스가 제공되지 않는 것이다. 법적인 오류나 인증받지 못한 사용, 상품을 공급하는 판매자 파산 같은 경우에도 제공되지 않는다. 불가능할 경우 이런 방식은 거래 분쟁을 해결할 방법이 없으므로 운영 비용이 줄어든다. 즉 현금 거래와 비슷해지는 것이다. 페큐닉스(Pecunix), 리버티 리저브(Liberty Reserve), 웨스턴 유니온(Western Union), 클릭엑스(KlickEx), 비트코인(Bitcoin) 등의 예가 있다.
소프트 전자통화는 위조나 분쟁시 환불이 가능한 것이다. 환불방법은 일반적으로 72시간이상의 정산 지연 시간을 갖는다. 페이팔(PayPal)이나 신용카드가 그 예다.
하드 통화는 신뢰받는 삼자나 에스크로 서비스를 이용해 소프트로 전환될 수 있다.

## 향후 개선
전자 화폐개발은 다음과 같은 목적이 있다.
1. 안전한 신용카드처럼 다양한 하드웨어에서 가능하게 하는 것
2. 연계 은행 계정이 안전한 소규모 지불과 거래를 위해 인터넷을 통해 일반적으로 사용되게 하는 것.

## 문제점
전자화폐는 편리함과 프라이버시, 거래효율 향상, 거래비용 감소, 인터넷 경제활동 확장으로 인한 새로운 사업 기회 같은 이점이 많음에도 불구하고 몇가지 잠재적 문제점이 있다. 세금을 어떻게 부과하고 돈세탁을 방지할 것인가이다. 거시경제적으로는 환율 불안정, 화폐 공급 부족(전자화폐 총량 대 실제 화폐 총량, 기본적으로 디지털 현금이 실제 현금을 초과할 수도 있다.)
다른 문제는 컴퓨터 범죄다. 전자화폐를 훔치기 위해 데이터베이스를 조작하거나 계정의 전자화폐 총액을 줄일 수 있다. 이 문제를 해결하기 위해서는 법적 규제를 강화할 수 있겠지만 장기적으로는 분산형 자유오픈소스 시스템을 사용하여 보안을 강화하는 것이 바람직하다.

## 같이 보기
- 익명 인터넷뱅킹
- Automated Clearing House (ACH)
- 비트코인
- 칩크닙(Chipknip)
- 칩넷(Chipnet)
- 공통체교환시스템(Community Exchange System)
- 사이버펑크
- 디지털금통화
- 전자지불시스템
- 인터넷통화
- InternetCash.com
- ISO 8583 Financial transaction card originated messages — Interchange message specifications
- Itex Corporation
- KlickEx, Polynesian peer-to-peer interbank clearing network
- 몬덱스
- Mon€o
- paysafecard
- 사적통화
- Qpass
- 리플통화시스템
- Scrip
- Ukash
- Visa Cash
- 케이캐쉬
- 티머니
- 유패스